# Прибилово (аеродром)
Прибилово — військовий аеродром у Виборзькому районі Ленінградської області поблизу села Глебичово (фін. Makslahti). Є однією з двох баз базування 332-го окремого вертолітного полку 6-ї армії ВПС та ППО; інша — авіабаза «Пушкін», розташована в південній частині міста Санкт-Петербург. Парк вертольотів включає вертольоти Мі-8МТ/МТВ-5, Мі-24ПН, Мі-28Н і Мі-35М.
Аеродром побудований на території, анексованій у Фінляндії за результатами радянсько-фінської війни та Московської угоди 1940 року.

## Галерея

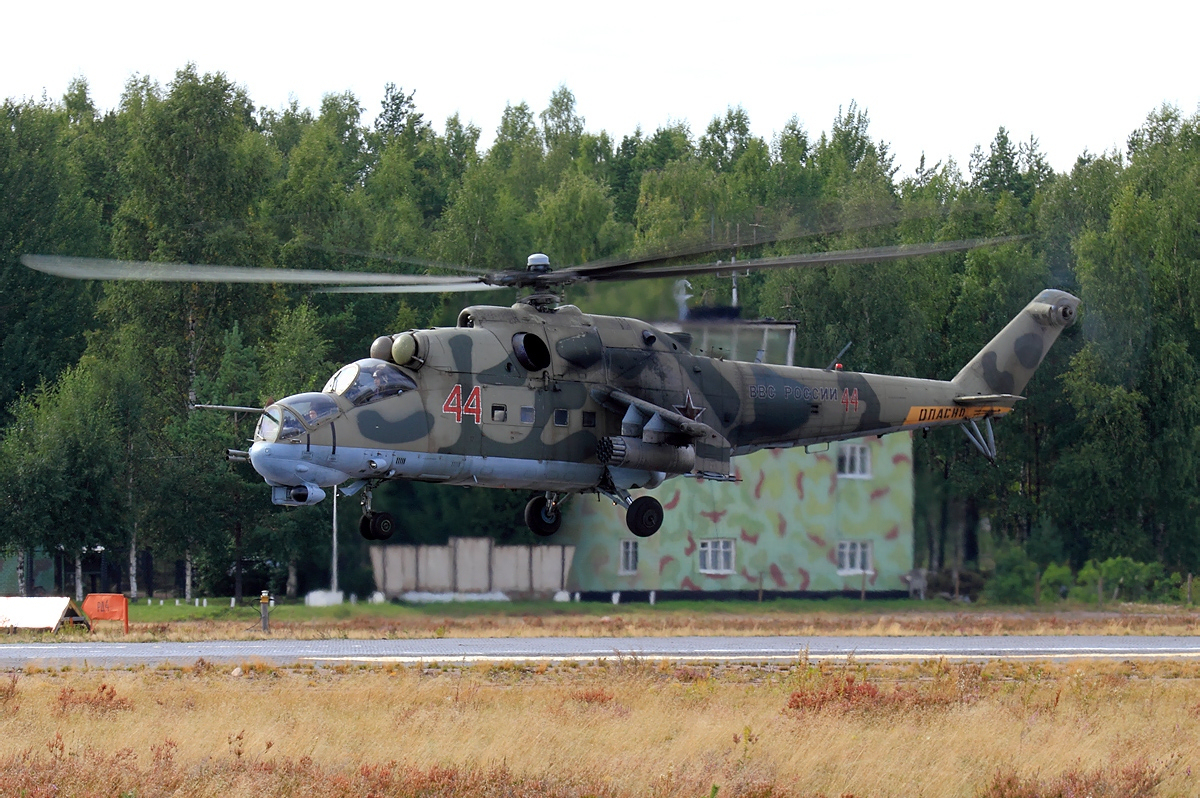
Вертоліт Мі-24P на базі Прибилово.
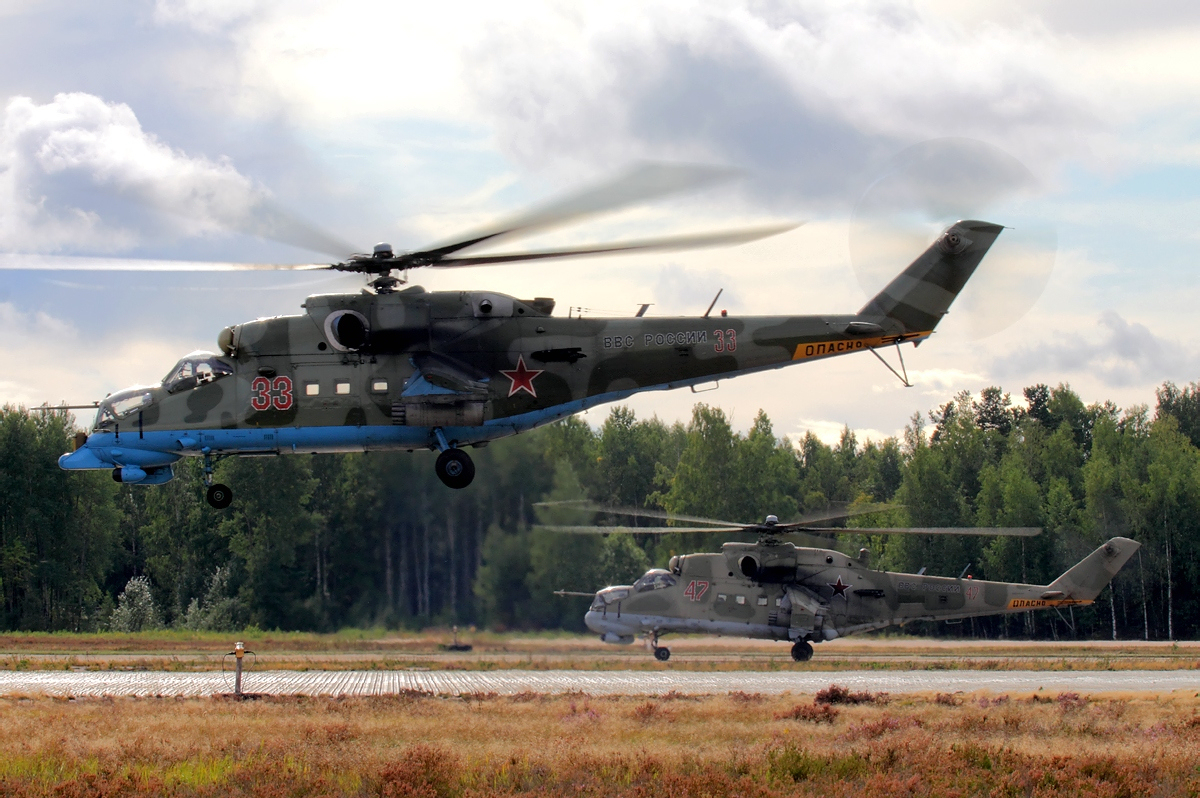
Вертольоти Мі-24ПН, обладнані для нічних операцій у Прибилово.
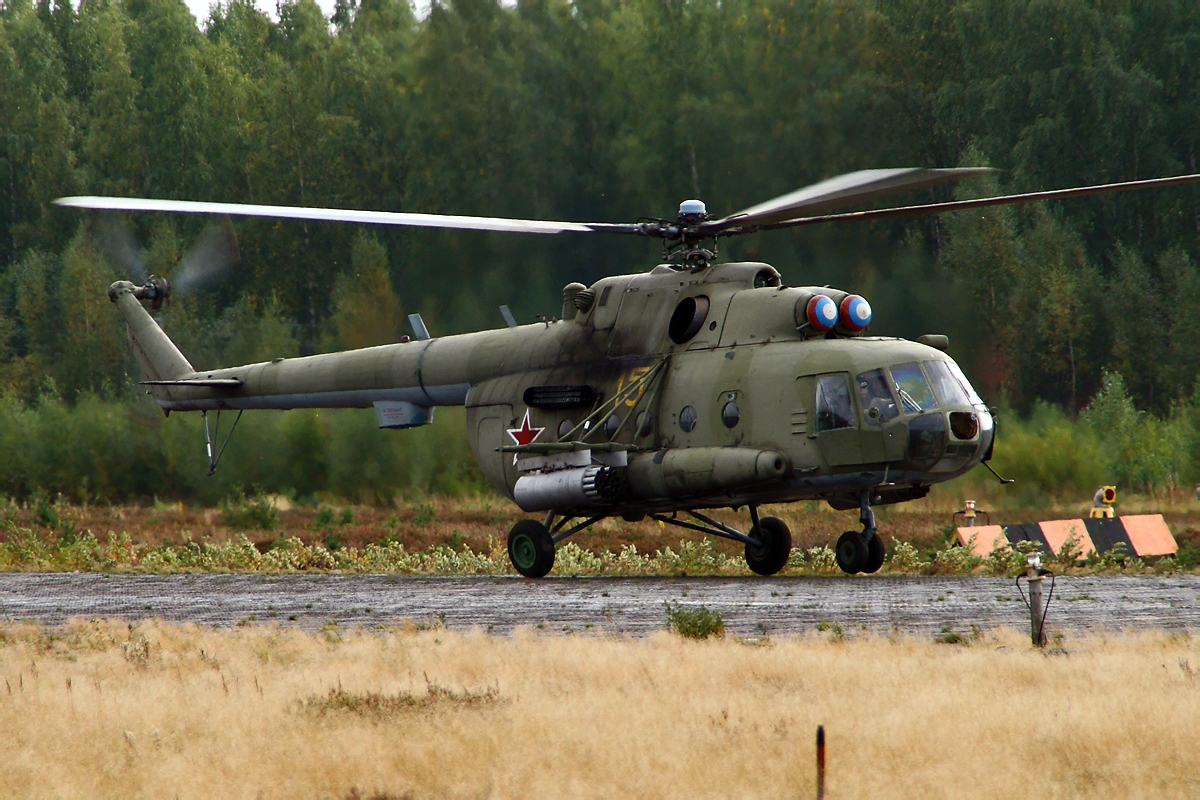
Транспортний вертоліт Мі-8MT на базі Прибилово

## Катастрофи та інциденти
13 лютого 1996 через втрату просторового орієнтування пілотом, внаслідок піднятого гвинтом вертольота снігу, при виконанні вправи зависання вертольота над рульовою доріжкою аеродрома Прибилово, зіткнувся з деревами, розбився і згорів вертоліт Мі-6 332-го полку. 2 з 6 членів екіпажу вдалось врятуватись.